# Ann Ward
Ann Ward es una modelo estadounidense, más conocida por haber sido la ganadora del ciclo 15 de America's Next Top Model.

## Biografía
Nació en Dallas (Texas). Se graduó en la secundaria de Prosper (Texas) en 2009. Ella asegura que durante su infancia tuvo muchos problemas de confianza debido a que los otros niños la molestaban por su altura (mide 6'2 pies de estatura, 1.88 metros).

## En America's Next Top Model
En 2010, Ward apareció en el ciclo 15  de America's Next Top Model, reality transmitido por la cadena estadounidense The CW. Desde el principio Ann fue considerada como una modelo con look "editorial", ideal para la alta costura. Pero aun así tuvo que luchar para sobresalir a lo largo de la competencia. Ward fue inmediatamente distinguible por su altura de 1.88 m. Los jueces también se sorprendieron por el tamaño de su cintura, que era tan angosta que uno de los jueces del programa, Jay Alexander, podía rodearla con ambas manos."Hay algo en ella que me gusta", dijo la conductora del ciclo Tyra Banks en el primer envío. Ward ocupó el primer lugar entre las modelos durante las primeras cinco semanas, logrando así en cada una de ellas el galardón de "mejor foto" (algo que ninguna otra chica en ANTM había podido cumplir hasta entonces). Sin embargo, a pesar de haber triunfado en la mayoría de las sesiones, Ann fue criticada por ser tímida, torpe e insegura. También tuvo dificultades en los desafíos que requerían del habla.
En el final de temporada, Ward y su compañera finalista Chelsey Hersley filmaron un comercial y realizaron una sesión de fotos para cosméticos CoverGirl (que era parte del premio de la ganadora). Además ambas participaron en un desfile de modas del diseñador Roberto Cavalli. Hasta ese momento, Ward no había ganado ningún reto de la semana, y Chelsey, en cambio, había ganado tres. A pesar de todo, Ward ya tenía seis primeros llamados en su haber y Hersley ninguno. Ward, por decisión del panel, gana la competencia derrotando a Hersley. Como resultado, recibió un contrato de 100.000 dólares con CoverGirl, un contrato con la agencia de modelos IMG Models, un "spread" en la revista Vogue Italia, la portada de Beauty in Vogue y un espacio en Vogue.it.
Ward rompió muchos récords en Top model.
- 1. Ser la chica más alta en ganar la top model.
- 2. Ser la primera chica nacida en Texas en ganar el Reality show.
- 3. Ser la chica con más primeros llamados consecutivamente (5 en total).
- 4. Ser la chica con más primeros llamados (6 en total).

### Paso por Top Model
Durante su paso por Top Model, Ward obtuvo buenas fotografías las cuales fueron muy elogiadas por parte del jurado. Solo estuvo una sola vez entre las últimas dos. Este es el recuento semana tras semana en competencia.
Capítulo 2:Las chicas presentaron una sesión de fotos En traje de baño; cosas escritas en la piel una palabra que las hirió y otra que las fortaleció. Esa semana obtuvo el primer llamado.
Capítulo 3:Las chicas presentaron una sesión de fotos en la cual debían posar como ángeles oscuros caídos, junto a modelos masculinos. Ann logró su segundo primer llamado.
Capítulo 4:Las chicas realizaron una sesión de fotos como sirenas luciendo joyería fina. En este capítulo obtuvo su tercer primer llamado.
Capítulo 5:Realizaron una sesión en la cual interpretarían luchadoras mexicanas de Va Voom. Ann obtuvo su cuarto primer llamado.
Capítulo 6:Realizaron tres sesiones de fotos caminando por Rodeo Drive. Ann obtuvo su quinto primer llamado.
Capítulo 7:Realizaron una sesión de fotos en donde interpretarían a diseñadores con mujeres Fashion. Ann interpretó a Alexander Wang, a pesar de recibir buenas críticas, quedó en tercer lugar. (3/8).
Capítulo 8:Para esta semana las chicas realizarían un comercial para la bebida energética H2T. Como el comercial era en patines y Ann no sabía utilizarlos tuvo problemas. Obtuvo el sexto llamado quedando en el Bottom two. Fue salvada porque los jueces entendieron su problema con los patines y veían en ella mucho potencial. Quedó seis de siete (6/7).
Capítulo 9: Las seis finalista viajaron a Venecia (Italia) como parte del destino internacional del ciclo. Allí realizaron una sesión de fotos sobre góndolas en grupo. Al participar con Jane y con Chelsey sus resultados no fueron los mejores. Quedó cuatro entre seis (4/6).
Capítulo 10:Aquí posaron como estatuas antiguas con un hombre. Quedó tres entre cinco (3/5).
Capítulo 11: Las finalistas realizaron un comercial editorial y dramático, Ann demostró que podía ser vendible cuando saco lo mejor de ella y se vio muy dramática e impactante logró su sexto primer llamado (primera vez en ANTM).
Capítulo 13: Las dos finalistas realizaron un comercial y una sesión de fotos para CoverGirl; además participaron en un desfile de modas para el diseñador Roberto Cavalli. Ward fue nombrada la America's Next Top Model del ciclo 15.

### Después de America's Next Top Model.
Ann desapareció del modelaje por 2 años, pero en el 2013 se integró a la agencia mexicana Paragon, donde también están las ganadoras Brittani Kline, Yoanna House, Laura James y Jaslene Gonzalez.